# Flughafen Moorabbin

i7
i11
i13
Der Moorabbin Airport oder Harry Hawker Airport (IATA-Code: MBW, ICAO-Code: YMMB) ist ein Flugplatz für die allgemeine Luftfahrt, der sich circa 25 Kilometer von der Innenstadt von Moorabbin entfernt in den südöstlichen Vororten der australischen Metropole Melbourne befindet. Das Gelände bildet einen eigenen suburb; die umliegenden Ortsteile sind Heatherton, Cheltenham, Dingley Village und Mentone.
Ursprünglich sollte der Flughafen nach Mentone benannt werden. Um aber Verwechslungen mit dem französischen Flughafen Menton zu vermeiden, entschied man sich dazu, den Namen des ebenfalls naheliegenden Moorabbin zu verwenden.

## Flugbewegungen
Im Kalenderjahr 2013 verzeichnete der Flugplatz 225.020 Flugbewegungen, wovon jedoch 189.164 (84,0 %) auf Flugzeuge unter 7 Tonnen und weitere 35.756 (15,9 %) auf Helikopter entfielen. Damit ist der Flugplatz nach absoluten Zahlen zwar der drittgeschäftigste in Australien (nach Sydney und Jandakot), spielt jedoch nur eine regionale Rolle.
Die folgende Tabelle zeigt die Entwicklung der Flugbewegungen in den letzten Jahren:
| Jahr | Flugbewegungen |
| ---- | -------------- |
| 2012 | 235.196        |
| 2011 | 274.082        |
| 2010 | 252.218        |
| 2009 | 310.550        |
| 2008 | 351.718        |
| 2007 | 310.322        |
| 1989 | 396.000        |

## Anbindung
Die nächstgelegene Eisenbahnstation ist Cheltenham und etwa drei Kilometer entfernt. Eine Buslinie, die verschiedene Bahnstationen anfährt, führt an der Nordseite des Flugplatzes entlang.
Die nächste Autobahn ist der Eastlink Freeway in etwa 6 Kilometer Entfernung.